# Lucjan Rydel
Lucjan Antoni Feliks Rydel, né le 17 mai 1870 à Cracovie et mort le 8 avril 1918 à Bronowice, est un dramaturge et poète polonais, représentant du mouvement moderniste la Jeune Pologne.

## Biographie
Fils de Lucjan Rydel, ophtalmologiste et recteur de l'université Jagellonne de Cracovie, et d'Helena née Kremer, fille du philosophe Józef Kremer, se trouve, dès son enfance, sous une forte influence de son père. C'est pour lui, qu'il entreprend en 1888 des études de droit de l'université Jagellonne. Après avoir obtenu son doctorat, il déménage à Varsovie et se consacre enfin à sa véritable passion - au travail littéraire.      
Il publie dans les revues de Varsovie et de Cracovie pour lesquelles il écrit des feuilletons, des chroniques, des critiques littéraires et des articles sur l'histoire de l'art.     
Deux ans après son diplôme, il reçoit une bourse de l'Académie des connaissances, grâce à laquelle il se rend à Paris où il suit des cours à la Sorbonne, à l'Académie des Beaux-Arts et le Collège de France.     
De retour en Pologne, Rydel déménage à nouveau à Cracovie, où le 20 novembre 1900, il épouse Jadwiga Mikołajczyk. Leur mariage devient célèbre grâce au drame écrit par l'un des invités, son ami Stanisław Wyspiański. Cette œuvre majeure de la littérature polonaise intitulé Les Noces sera ensuite porté à l'écran par Andrzej Wajda en 1973.      
Après le mariage, le jeune couple s'installe dans le village de Tonie, puis à Bronowice Wielkie, où Rydel donne des conférences et des spectacles pour les habitants de la campagne environnante. C'est également à cette période, qu'il crée des œuvres telles que le conte de fées La roue enchantée (Zaczarowane koło), la pièce sur la Nativité Bethléem polonais (Betlejem polskie), la trilogie Zygmunt August et le recueil de poésie Poezje.      
Il se passionne pour l'histoire et la culture de la Grèce antique où il fait le voyage de sa vie en 1907. Ses conférences sur l'Antiquité sont extrêmement populaires parmi les étudiants de l'Académie des Beaux-Arts de Cracovie. Dans une prose essayiste raffinée, il écrit plusieurs livres sur la Grèce tels que Eros et Afrodite, ou l'histoire richement illustrée sur les mythes des jeux olympiques Ferenike et Pejsidoros, ou encore Du monde grec.     
Après la Première Guerre mondiale, il est vice-président du Présidium du Comité civique du Trésor militaire polonais et directeur du Théâtre Słowacki à Cracovie.      
Lucjan Rydel est décédé le 8 avril 1918 à Rydlówka. Il est enterré au cimetière Rakowicki à Cracovie.     

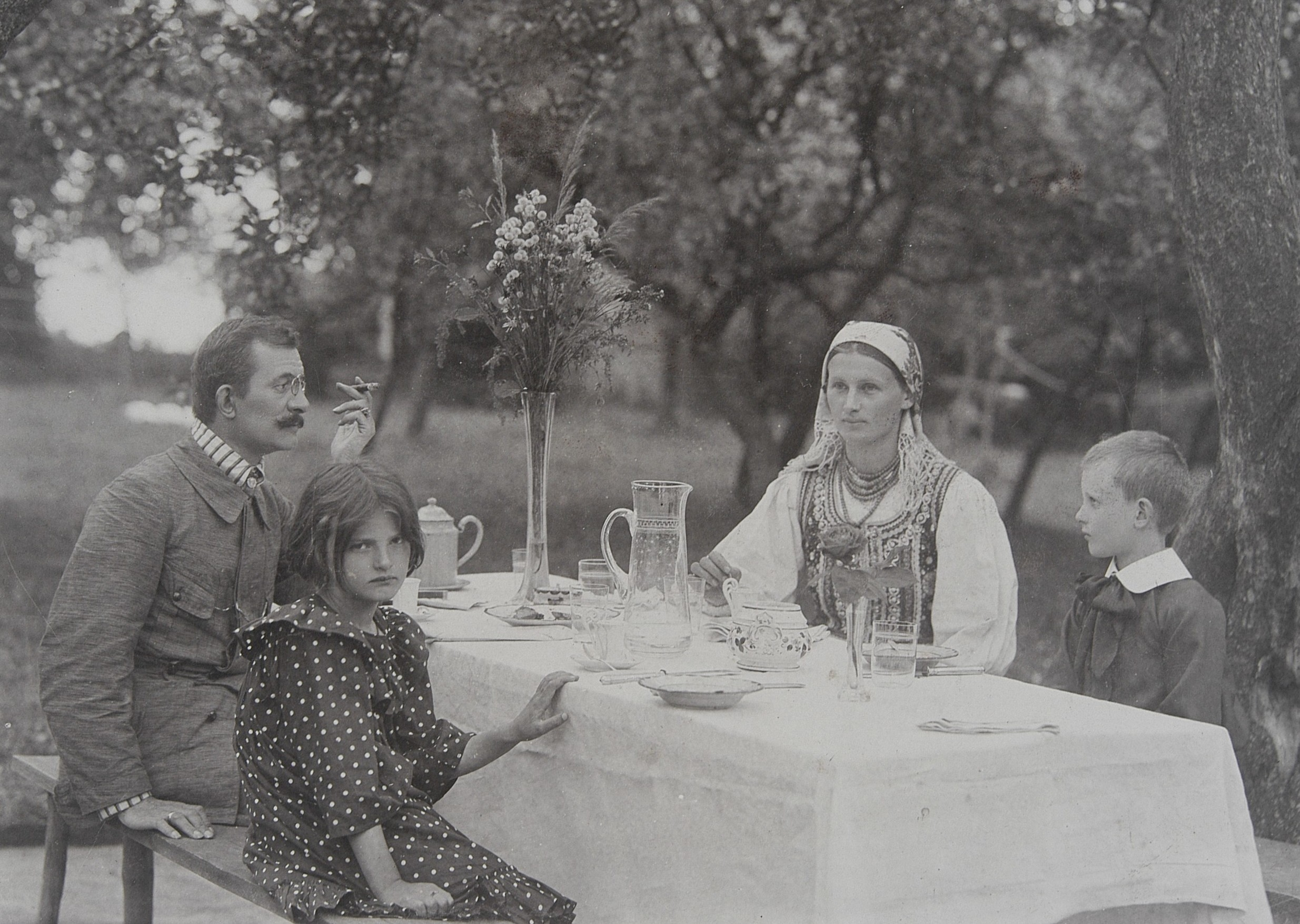
Lucjan Rydel avec sa femme et ses enfants, vers 1910

## Œuvres
- La roue enchantée (Zaczarowane koło)
- Bethléem polonais (Betlejem polskie)
- Zygmunt August (trylogie dramatique) (1913)
- Ferenike et Pejsidoros (1909)